# Гавриш Станіслав Михайлович
Станіслав Михайлович Гавриш — український військовослужбовець, учасник російсько-української війни, майор 80 ОДШБр, повний лицар ордену Богдана Хмельницького.

## Життєпис
До 2014 року навчався у Львові. Потім факультет на якому він навчався був переведений в Одесу. Після випуску з академії випускників було розподілено по військових частинах, Станіслав потрапив в 2-й батальйон 80 ОДШБр, але оскільки 1-й батальйон вже брав участь в бойових діях в зоні АТО, то Станіслав помінявся з одногрупником і майже одразу потрапив в Харківську область в базовий табір. 1 серпня 2014 року із підрозділом вирушив у Луганський аеропорт .
У 2021 році їздив на навчання в Чехію. Опановував методи ведення вогню за стандартами НАТО разом з військовослужбовцями ще з 10 держав. Усі заняття проводили британські інструктори.
З серпня 2024 бере участь в боях в Курській області.
16 вересня 2024 указом президента України нагороджений орденом Богдана Хмельницького І ступеня і таким чином Станіслав став повним лицарем ордену Богдана Хмельницького.

## Нагороди
- Орден Богдана Хмельницького ІІІ ступеня
- Орден Богдана Хмельницького ІІ ступеня (вересень 2022) [2]
- Орден Богдана Хмельницького І ступеня (16 вересня 2024, за участь в Курській операції)[2][1]